# ERP27
ERP27 (англ. Endoplasmic reticulum protein 27) – білок, який кодується однойменним геном, розташованим у людей на 12-й хромосомі. Довжина поліпептидного ланцюга білка становить 273 амінокислот, а молекулярна маса — 30 480.
| 10         |  | 20         |  | 30         |  | 40         |  | 50         |
| ---------- |  | ---------- |  | ---------- |  | ---------- |  | ---------- |
| MEAAPSRFMF |  | LLFLLTCELA |  | AEVAAEVEKS |  | SDGPGAAQEP |  | TWLTDVPAAM |
| EFIAATEVAV |  | IGFFQDLEIP |  | AVPILHSMVQ |  | KFPGVSFGIS |  | TDSEVLTHYN |
| ITGNTICLFR |  | LVDNEQLNLE |  | DEDIESIDAT |  | KLSRFIEINS |  | LHMVTEYNPV |
| TVIGLFNSVI |  | QIHLLLIMNK |  | ASPEYEENMH |  | RYQKAAKLFQ |  | GKILFILVDS |
| GMKENGKVIS |  | FFKLKESQLP |  | ALAIYQTLDD |  | EWDTLPTAEV |  | SVEHVQNFCD |
| GFLSGKLLKE |  | NRESEGKTPK |  | VEL        |  |            |  |            |

A: Аланін

C: Цистеїн

D: Аспарагінова кислота

E: Глутамінова кислота

F: Фенілаланін

G: Гліцин

H: Гістидин

I: Ізолейцин

K: Лізин

L: Лейцин

M: Метіонін

N: Аспарагін

P: Пролін

Q: Глутамін

R: Аргінін

S: Серин

T: Треонін

V: Валін

W: Триптофан

Локалізований у ендоплазматичному ретикулумі.